# Henrik Julius Voltemat
Henrik Julius Voltemat, född 1722, död 2 oktober 1765 i Stockholm, var en svensk författare, politiker och historiker.

## Biografi
Voltemat var son till en överstelöjtnant vid Upplands regemente, Henrik Julius Voltemat, härstammande från Reval, och hustrun Margareta Elisabet Schönström, dotter till bergmästaren Peter Svedberg, adlad Schönström. Han förblev genom livet ogift. 
Han studerade vid Uppsala universitet och utnämndes 1745 till docent i historia där utan att ha uppnått filosofie magistergraden, men erhöll genom stöd av hattpartiet kort därefter professorstitel av Kunglig Majestät. Riksdagen 1747 utsåg honom till första lediga professur i historia, politik, fysik eller matematik, men han sökte förgäves professurerna i fysik 1750, i matematik 1751 och i historia 1753, hindrad av starkt motstånd inom konsistoriet. Han klagade hos ständerna, som då tillerkände honom lagmans titel. Han blev samma år informator åt prins Karl och slutligen kammarråd. 
Voltemat tillhörde mösspartiet och representerade ätten Voltemat på Riddarhuset i flera av riksdagarna under frihetstiden. Han avled under 1765 års riksdag, där han var ledamot av sekreta utskottet. 
Han främjade historieundervisningen vid de svenska läroverken, bland annat genom sina i ungdomen författade kompendier Gjenväg till de förnämsta europeiska staters historia till 1739 års slut (1741), Anvisning till hela nyare geographien (1742, ny upplaga 1779) och Anvisning till hela statskunskapen (1742), med flera. Enligt Claes Annerstedt blev han senare egentligen främst känd genom sin handskrivna Anecdoter til det 18:e seklets historia (i Uppsala universitetsbibliotek), vilka vid sidan av mycket skvaller även innehåller rätt många viktiga historiska uppgifter.